# 아르바일러군

라인란트팔츠 주에서의 위치

아르바일러군(독일어: Landkreis Ahrweiler)은 독일 라인란트팔츠주의 북부에 위치한 군이다. 군청 소재지는 바트노이에나르아르바일러(Bad Neuenahr-Ahrweiler)이며, 노르트라인베스트팔렌주의 오이스키르헨군, 라인지크군, 그리고 본 시와 맞닿아 있다. 인구는 2015년 인구조사 기준으로 127,770명 정도이다.